# シークレットワルツ
『シークレットワルツ』は、1996年に公開された日本の映画作品。配給会社はビターズ・エンド。

## 概要
負傷した殺し屋を助けたことから犯罪組織と関わっていくことになる血のつながらない姉弟を描いた映画。第三回ゆうばり国際冒険・ファンタスティック映画祭で、オフシアター部門の審査員だった香港映画監督ツイ・ハークが、「ダイヤモンドの月」でオフシアターコンペ部門グランプリを受賞した野火明の才能を認め、ツイ・ハークと野火明の共同原案、野火明監督の劇場用映画デビュー作。R-15指定。

## ストーリー
姉マキと弟慎二は、酔っ払いのサラリーマンから財布を盗んだり窃盗等で暮らしていた。そんな2人が負傷した殺し屋火野を助けたことをきっかけに、3人で共同生活を始めることになる。マキは殺し屋火野と関係を持ち、火野の雇い主佐藤の親分、大和からも関心を持たれるが、マキは過去の性的なトラウマから、異常な行動をすることがあった。弟の慎二はマキと火野の関係を知り覚醒剤に溺れ、佐藤は慎二を殺し屋にさせようとし、姉弟は犯罪組織の抗争に巻き込まれていく。

## キャスト
- マキ：石堂夏央
- 慎二：伊崎充則
- 火野：堤真一
- 佐藤：高田純次
- 女医：麻生真宮子
- 大和：佐藤允
- 背広の男：山崎一
- 女装のヤクザ：松田洋治

## スタッフ
- 監督 - 野火明
- 製作 - 武政克彦
- 原案 - ツイ・ハーク、野火明
- プロデューサー - 加畑圭造、志田篤彦
- 脚本 - 斉藤ひろし、野火明
- 企画 - 尾越浩文
- 選曲 - 瀬間好孝
- 撮影 - 上野彰吾
- 美術 - 斉藤岩男
- 編集 - 金子尚樹、矢船陽介
- 録音 - 荒畑洋
- 音響効果 - 福島行朗
- 照明 - 鳥越正夫
- 闘技監督 - 斎藤英雄
- 助監督 - 佐伯英二
- スクリプター - 熊野煕子